# Bigoudine
Bigoudine är en ort i Marocko.   Den ligger i provinsen Taroudannt och regionen Souss-Massa, 400 km sydväst om huvudstaden Rabat.